# I Садоти (Арецо)
I Садоти је насеље у Италији у округу Арецо, региону Тоскана.
Према процени из 2011. у насељу је живело 25 становника. Насеље се налази на надморској висини од 247 м.